# Telescuola
Telescuola è stato un programma televisivo sperimentale della RAI realizzato con il sostegno del Ministero della pubblica istruzione diretto a consentire il completamento del ciclo di istruzione obbligatoria ai ragazzi residenti in località prive di scuole secondarie (corso per questo detto “sostitutivo”). Le trasmissioni iniziarono il 25 novembre 1958.
Ispiratrice dell'iniziativa fu la professoressa Maria Grazia Puglisi, ideatrice di altre precedenti trasmissioni televisive. Dopo essere stata caposezione dei programmi culturali fu scelta dall'allora Amministratore Delegato della RAI, Ing. Marcello Rodinò, per organizzare un esperimento di televisione scolastica grazie alle sue due competenze: quella scolastica acquisita in tanti anni di cattedra e quella televisiva. Fu infatti tra i pionieri della televisione italiana realizzando programmi televisivi tra cui figura una delle prime trasmissioni televisive ufficiali irradiate dagli studi televisivi di Roma nel 29 ottobre 1953, Teleclub. 
Una volta definita la struttura organizzativa il Dott. Italo Neri e la Professoressa Puglisi furono incaricati rispettivamente delle funzioni di Presidente e Direttrice di Telescuola.
Maria Grazia Puglisi rappresentò per conto della RAI le problematiche della televisione scolastica in vari convegni internazionali e conferenze.
In particolare, l'organizzazione di Telescuola fu estesa anche agli istituti di pena con risultati umani significativi e per tale motivo le fu assegnato nel 1966 il premio "San Michele" per la redenzione civile.

Maria Grazia Puglisi, a destra nella foto, insieme al Prof. Medi ed alla Regista di Telescuola Marcella Curti

Telescuola fu un'esperienza umana e didattica straordinaria che in sei anni avrebbe permesso di entrare in contatto con gruppi di ascolto sparsi in piccoli centri di tutta Italia, contribuendo, di fatto, all'alfabetizzazione del Paese.
Si possono citare tra i conduttori un giovanissimo Luciano Rispoli e tra i promotori anche Marco Dané, divenuto in seguito autore di format televisivi di successo.
Grande importanza ebbe il ciclo di oltre 300 trasmissioni in diretta realizzate dal pittore e teorico dell'arte Enrico Accatino, dalle quali avrebbe preso forma una nuova disciplina: l'educazione artistica inserita nel 1964/1965 nella Riforma della Scuola Media inferiore a sostituzione del corso di "Disegno e Ornato". Da non dimenticare il Professor Torello Borriello che, insegnando francese ai ragazzi presenti e ai telespettatori, univa alla parte strettamente linguistica una simpatia e creatività ancora apprezzate dagli ex alunni di Telescuola oramai adulti.
Torello Borriello scrisse per la ERI (EDIZIONI RAI) una serie di volumi riguardanti le lezioni tenute durante i corsi aggiungendo dei dischi 33 e 45 giri che completavano "l'offerta". La trasmissione andava in onda "in diretta" senza la possibilità di correggere eventuali errori e anomalie. Questa peculiarità dimostra la grande professionalità dei conduttori e dei tecnici che, informati poco prima di cominciare la lezione, creavano scenografie e situazioni veramente uniche.
Sulla scia del consenso popolare nel 1960 fu affiancata a Telescuola, nella stessa struttura, la celebre trasmissione televisiva Non è mai troppo tardi curata dal maestro e pedagogo Alberto Manzi e destinata a durare sino al 1968, divenendo una delle icone della televisione italiana.
L'esperienza delle due trasmissioni televisive è divenuta una delle più importanti a livello mondiale nella didattica a distanza, della quale rappresenta uno dei primi esperimenti in assoluto.
Gli studi di TELESCUOLA erano collocati nella palazzina Rai in via Umberto Novaro, nei pressi di via Teulada a Roma, dove oggi si trovano gli studi di LA7.